# دارين باربييه
دارين باربييه (بالإنجليزية: Darren Barbier)‏ هو لاعب كرة قدم أمريكية أمريكي، ولد في 19 ديسمبر 1960 في نيو أورلينز في الولايات المتحدة.